# 大園千絵
大園 千絵（おおぞの ちえ、1988年11月9日 - ）は、元ジャパンアクションエンタープライズ所属の俳優。神奈川県出身。ジャパンアクションエンタープライズ第40期生。

## 出演

### テレビドラマ
- 1億人の大質問!?笑ってコラえて!・スタントマンの金の卵（日本テレビ）
- 空から日本を見てみよう（テレビ東京）

### 特撮テレビドラマ
- 仮面ライダーシリーズ（東映）
  - 仮面ライダーW（2009年 - 2010年）
  - 仮面ライダーオーズ/OOO（2010年 - 2011年）
- スーパー戦隊シリーズ（東映）
  - 天装戦隊ゴセイジャー（2010年 - 2011年）
  - 海賊戦隊ゴーカイジャー（2011年 - 2012年）

### 映画
- 仮面ライダーシリーズ（東映）
  - 仮面ライダー×仮面ライダー オーズ&ダブル feat.スカル MOVIE大戦CORE（2010年）
  - オーズ・電王・オールライダー レッツゴー仮面ライダー（2011年）（ショッカー戦闘員）
- スーパー戦隊シリーズ（東映）
  - 天装戦隊ゴセイジャーVSシンケンジャー エピックon銀幕（2011年）
  - ゴーカイジャー ゴセイジャー スーパー戦隊199ヒーロー大決戦（2011年）

### Vシネマ
- 帰ってきた天装戦隊ゴセイジャー last epic（2011年）
- 仮面ライダーW RETURNS 仮面ライダーエターナル（2011年）

### ネットムービー
- ネット版 オーズ・電王・オールライダー レッツゴー仮面ライダー 〜ガチで探せ！君だけのライダー48〜（2011年）

### 舞台
- 第10回JAEプロデュース公演「残侠」（2010年10月26日 - 31日）

### イベント
- 忍術武芸帖 地の巻「戸隠流忍者三姉妹物語」（2010年6月26日〜9月26日）（美奈役）
- 忍術武芸帳 お正月スペシャル（2011年1月1日 - 1月4日）（おりん役）
- 忍術武芸帖 天の巻（2011年1月8日 - ）（朧役）